# Агнес фон Глайхен
Агнес фон Глайхен (на немски: Agnes von Gleichen; † 18 октомври 1427) е графиня от Глайхен-Тона и чрез женитба графиня на Графство Вернигероде в Северен Харц.

## Произход
Тя е дъщеря на граф Хайнрих VI фон Глайхен-Tona († 1378) и съпругата му Юта фон Кверфурт († 1370), дъщеря на Бруно III фон Кверфурт († 1367) и Мехтилд фон Барби-Мюлинген (* ок. 1278), дъщеря на граф Албрехт IV фон Барби-Мюлинген († сл. 1312) и Луитгард фон Хонщайн († сл. 1279).

## Фамилия
Агнес фон Глайхен се омъжва пр. 13 февруари 1412 г. за граф Хайнрих IV фон Вернигероде († 1429), третият син на граф Конрад IV фон Вернигероде († 1373) и Елизабет (или Лутруд) фон Хонщайн-Херинген-Тона († сл. 1347). Те нямат деца.

## Галерия
- Дворец Вернигероде
- Герб на Графство Вернигероде